# Firefly (album Uriah Heep)
Firefly – dziesiąty album brytyjskiej rockowej grupy Uriah Heep wydany w lutym 1977. Pierwszy z trzech albumów z udziałem wokalisty Johna Lawtona (w 1977 Innocent Victim i w 1978 Fallen Angel). Na tej płycie zadebiutował też basista Trevor Bolder.

## Lista utworów
1. "The Hanging Tree" (Hensley, Jack Williams) – 3:40
2. "Been Away Too Long" (Hensley) – 5:03
3. "Who Needs Me" (Kerslake) – 3:39
4. "Wise Man" (Hensley) – 4:40
5. "Do You Know" (Hensley) – 3:12
6. "Rollin' On" (Hensley) – 6:21
7. "Sympathy" (Hensley) – 3:44
8. "Firefly" (Hensley) – 6:21

W 1997 roku ukazało się wydanie zremasterowane, zawierające dodatkowe nagrania:
1. "Crime Of Passion (B-side)" – 3:37 (oryginalnie strona B singla "Wise Man")
2. "Do You Know" (Hensley, Box, Kerslake) – 3:16 (niepublikowane wcześniej demo z 1976 r.)
3. "A Far Better Way" (Hensley, Box, Kerslake, Bolder, Lawton) – 5:50 (niepublikowana wcześniej wersja)
4. "Wise Man (TV Backing Track)" – 4:48 (niepublikowany wcześniej mix, pierwotnie wykorzystany w kampanii reklamowej)

## Twórcy
- John Lawton – wokal
- Ken Hensley – keyboard, gitara, wokal
- Mick Box – gitara
- Trevor Bolder – bas
- Lee Kerslake – perkusja, wokal